# Ailton Canela
Ailton Cesar Junior Alves da Silva, né le 18 novembre 1994 à Matão et mort le 28 novembre 2016, était un footballeur brésilien qui évoluait au poste d'attaquant. 
Il meurt le 28 novembre 2016, dans le crash du vol 2933 LaMia Airlines.

## Palmarès

### En club
- Champion du Brésil de D4 en 2015 avec Botafogo-SP
- Vainqueur de la Copa Sudamericana en 2016 avec Chapecoense (à titre posthume)